# Hermann Ritter (Schiff)
Die Hermann Ritter war ein Seenotrettungskreuzer der 44-m-Klasse der Deutschen Gesellschaft zur Rettung Schiffbrüchiger (DGzRS).

## Geschichte
Das Schiff wurde 1977 von der Schweers-Werft in Berne-Bardenfleth unter Werft-Nr. 6428 gebaut. Die DGzRS-interne Bezeichnung lautet KRS 10.
Das Tochterboot Wanda (Baunummer 6429) hat die interne Bezeichnung KRT 10.
Das Schiff gehörte zusammen mit seinen Schwesterschiffen John T. Essberger (Typschiff) und Wilhelm Kaisen bis zu seiner Außerdienststellung  im Jahre 1988 zu den bis dahin größten Einheiten der DGzRS.
Getauft wurde das Schiff in Bardenfleth am 12. Januar 1977 auf den Namen des Unternehmers und Senators Hermann Ritter aus Bremen. Eine Familienstiftung seines  Sohnes ermöglichte den Bau dieses Seenotkreuzers.
Das Tochterboot erhielt den Vornamen von Ritters Ehefrau Wanda.

### Stationierung
Die Hermann Ritter war seit dem 23. Juni 1977 auf einer Seeposition in der Deutschen Bucht vor der Insel Helgoland stationiert, ab Juli 1978 gemeinsam mit der Wilhelm Kaisen. Dieses Seegebiet ist eines der meistbefahrenen Schifffahrtsgebiete der Welt, aufgrund des starken Passagieraufkommens und  der teilweise großen Schiffe mit gefährlicher Ladung sind dort auch große SAR-Einheiten notwendig. Daher wurden erstmals in der Geschichte der DGzRS mit der 44-m-Klasse hochseetaugliche Schiffe in Dienst gestellt, die neben einem umfangreichen Bordhospital auch über leistungsfähige Feuerlöscheinrichtungen zur Schiffsbrandbekämpfung verfügten (u. a. 2000 l Schaummitteltank) und auch mehr als 300 Schiffbrüchige aufnehmen konnten.

### Erwähnenswerte Einsätze
Am 3. Januar 1980 kollidierten bei Nacht und dichtem Nebel das Frachtschiff Buenos Aires 2 und der italienische Autotransporter Dora Riparia im Seegebiet Alte Weser. Beide Schiffe gerieten sofort in Brand. Die Besatzung der Hermann Ritter konnte insgesamt 39  Personen retten, darunter auch etliche Frauen und Kinder. 18 Personen sprangen dabei in Panik von Deck auf das Tochterboot Wanda. Während ein per Hubschrauber eingeflogener Notarzt die Schiffbrüchigen im Bordhospital der Hermann Ritter versorgte und weitere Schiffbrüchige vom Lotsenboot Kapitän König übernommen wurden, begannen die Seenotretter mit der Brandbekämpfung. Die weiteren Löscharbeiten wurden von den Seenotkreuzern Wilhelm Kaisen und Hans Lüken durchgeführt.

## Außerdienststellung
Da sich zwei Kreuzer dieser Größenordnung auf einer Station als relativ kostspielig erwiesen, wurde die Hermann Ritter am 1. November 1988 außer Dienst gestellt und an die Guangdong Maritime Safety Administration verkauft. Hier wurde der Seenotkreuzer als Südsee-Kontrollschiff Nr. 01 eingesetzt. Der Kreuzer wurde im Januar 2007 abgewrackt, nachdem er 2002 mit Maschinenschaden an einen Privatbesitzer verkauft worden war.

## Schwesterschiffe
- John T. Essberger
- Wilhelm Kaisen